# Konceptualism
Konceptualism (av latinets concipere, "begripa" eller "föreställa sig") är en filosofisk riktning enligt vilken allmänbegreppen (universalierna) endast existerar i den mänskliga tanken. Vissa menar, att riktningen ställer sig mellan realismen och nominalismen, medan andra menar att konceptualismen endast utgör en nominalistisk gren, då universalia icke ges en oberoende existens. Enligt konceptualismen existerar således allmänbegreppen endast genom mentala abstraktioner och äger ingen självständig existens i den mening som realismen gör gällande.
Konceptualismen var en relativt vanlig ståndpunkt inom den medeltida skolastiska debatten om universaliernas natur, den så kallade universaliestriden. I modern filosofi återfinns emellertid liknande ståndpunkter inom framförallt matematikfilosofin.
Inom konstvärlden talar man om konceptkonst, där konstobjektet kan utbytas mot en diskurs eller idé av något slag. Välkända konceptkonstnärer är exempelvis Marcel Duchamp, Joseph Beuys, Joseph Kosuth och Yoko Ono.